# Ретропричинність
Ретропричинність (зворотна причинність) — гіпотетичне явище або процес зі зворотним причинно-наслідковим зв'язком, тобто явище або процес, за якого наслідок передує своїй причині в часі.
Ретропричинність — це уявний експеримент у філософії науки, зокрема у філософії фізики, в рамках якого досліджується, чи може майбутнє впливати на сьогодення, а сьогодення — на минуле. Філософські міркування і художні твори про подорожі в часі розглядають схоже коло питань, хоча подорож у часі і зворотна причинність не є синонімами.
Одна частина дискусій з приводу зворотної причинності ведеться в рамках маргінальних теорій і псевдонауки, а інша частина — в рамках мейнстримних фізичних теорій, в яких досліджується взаємодія елементарних частинок.

## Філософія
Дослідження причинності у філософії сягає щонайменше арістотелівського аналізу чотирьох причин. Протягом довгого часу вважалося, що вплив наслідку на його причину містить у собі логічну суперечність; як говорив Девід Юм, під час розгляду двох взаємопов'язаних подій причина за визначенням передує наслідку.
У 1950-х роках Майкл Даммітт писав, що насправді з погляду філософії наслідок не може передувати причині в часі. Йому заперечували філософи Ентоні Флю і Макс Блек. Блек наводив так званий «аргумент неплатника» (bilking argument), згідно з яким зворотна причинність неможлива, оскільки той, хто спостерігає наслідок, міг би перешкодити здійсненню його причини. Більш складне обговорення того, як питання про свободу волі співвідноситься з питаннями, піднятими Блеком, випливає з парадоксу Ньюкома. Представники есенціалізму запропонували інші теорії, наприклад, про існування «справжньої причинної сили в природі»; також вони висловлювали сумніви про роль індукції в теорії причинності.

## Фізика
Попри те, що здатність впливати на минуле може призводити до таких логічних протиріч, як парадокс дідуся, такі суперечності можуть бути подолані накладенням обмежень на умови подорожі в часі, наприклад, через вимогу неперервної послідовності дій з майбутнього в минуле.
Такі аспекти сучасної фізики, як, наприклад, гіпотетичне існування тахіонів і деякі часонезалежні аспекти квантової механіки, можуть дозволити частинкам або інформації подорожувати назад у часі. Ян Фей з Копенгагенського університету стверджує, що логічні заперечення проти макроскопічної подорожі в часі не обов'язково застосовуються до інших масштабів взаємодії. Разом з тим, навіть якщо зворотна причинність можлива, вона може бути не здатна виробляти наслідки, відмінні від тих, що вийшли б із звичайних причинно-наслідкових зв'язків.

На цій фейнманівській діаграмі анігіляції електрон-позитронної пари час йде зліва направо. У ретропричинній інтерпретації електрон (позначений як е^{−}) не знищується, а стає позитроном (е^{+}) і рухається назад у часі.

Теорія поглинання Вілера-Фейнмана, запропонована Джоном Вілером і Річардом Фейнманом, використовує ретропричинність і часову форму деструктивної інтерференції, щоб пояснити відсутність збіжних концентричних хвиль, існування яких припускають деякі розв'язки рівнянь Максвелла. Ці хвилі не мають нічого спільного з причиною і наслідком: це просто математичний спосіб опису звичайних хвиль. Причина, з якої ця теорія була запропонована, полягає в тому, що заряджена частка не повинна впливати на саму себе, оскільки в класичній електродинаміці це призводить до нескінченної власної сили.
Фейнман, і раніше Ернст Штюкельберг, запропонували інтерпретацію позитрона як електрона, що рухається назад у часі, для пояснення розв'язків рівняння Дірака, що дають негативну енергію. Електрони, які рухаються назад у часі, мають додатний електричний заряд. Вілер застосовував поняття ретропричинності, щоб пояснити ідентичні властивості, спільні для всіх електронів, припускаючи, що «всі електрони — це один і той самий електрон» зі складною світовою лінією з самоперетинами. Йоїтіро Намбу пізніше застосував ретропричинність для пояснення виникнення і знищення всіх пар частинка-античастинка, стверджуючи, що «врешті решт, виникнення і анігіляція пар, які можуть статися зараз або потім — це ніякі не виникнення і не анігіляція, а лише зміна напрямку руху частинок — з минулого в майбутнє або з майбутнього в минуле». Нині ретропричинна точка зору приймається для окремих ділянок мікросвіту, проте вона не має нічого спільного з макроскопічними поняттями «причина» і «наслідок», які не застосовуються в описах мікроскопічних явищ, заснованих на фундаментальних взаємодіях.

### Відносність
Замкнуті часоподібні криві, в яких світова лінія об'єкта перетинає саму себе, виникають з деяких точних розв'язків рівняння Ейнштейна. Хоча замкнутих часоподібних кривих, мабуть, не існує за нормальних умов, в екстремальних умовах простору-часу, таких як кротова нора, або в околах деяких космічних струн, вони, можливо, можуть формуватися, що передбачає теоретичну можливість ретропричинності. Досі ні екзотична матерія, ні топологічні дефекти, необхідні для виникнення таких екстремальних умов, спостереженнями не зафіксовано. Крім того, Стівен Гокінг запропонував механізм, який він назвав «принципом захисту хронології», який би призвів до знищення будь-якої такої замкнутої часоподібної кривої до того, як нею можна було б скористатися. Ці та інші заперечення існування замкнутих часоподібних кривих не є загальновизнаними.

### Квантова фізика
Ретропричинність іноді асоціюють з квантовою нелокальністю, яка виникає з квантової заплутаності, зокрема з відомим частковим випадком квантової гумки з відкладеним вибором. Однак перевірка перехресних локальних кореляцій вимагає передавання сигналу на досвітловій швидкості: теорема про заборону надсвітлового сигналу не допускає передавання інформації з надсвітловою швидкістю, а фундаментальні опису матерії і сил необхідно здійснювати в рамках квантової теорії поля, в якій просторово-розділені оператори комутують. Концепції квантової заплутаності, які не пов'язані з ретропричинністю, підкреслюють, що досліди, які демонструють нелокальну кореляцію частинок, з рівним успіхом можна інтерпретувати в інших системах відліку, з іншим порядком вимірювань «причин» і «наслідків», що необхідно для відповідності спеціальній теорії відносності. Нелокальна квантова заплутаність цілком може бути описана без застосування ретропричинності, якщо належним чином враховувати стани системи. Експерименти фізика Джона Креймера, спрямовані на вивчення різних пропонованих методів засобів перехресного локального обміну повідомленнями або ретропричинної квантової кореляції, донині показували неможливість передати нелокальні сигнали.
Ретропричинність також використовується у формалізмі з двома векторами стану в квантовій механіці, в якому поточний квантовий стан характеризується поєднанням минулого та майбутнього квантових станів.

### Тахіони
Гіпотетичні надсвітлові частинки — тахіони, мали б просторово-подібну траєкторію, а отже, могли б рухатися назад у часі з точки зору спостерігачів у деяких системах відліку. Попри те, що в науковій фантастиці тахіони часто зображуються як можливий засіб для надсилання повідомлень назад у часі, теорія передбачає, що тахіони не можуть взаємодіяти зі звичайними тардіонами так, щоб це могло порушити принцип причинності. Зокрема, принцип реінтерпретації Джеральда Фейнберга унеможливлює побудову тахіонного детектора, здатного приймати інформацію.

## В маргінальних теоріях
Парапсихолог Гельмут Шмідт спробував надати квантово-механічне обґрунтування зворотної причинності, навіть стверджуючи, що експерименти продемонстрували можливість маніпулювати радіоактивним розпадом через ретропричинний психокінез. Як ці результати, так теорію, що лежить в їхній основі, наукова спільнота відкидає, хоча вони мають деяку підтримку представників маргінальної науки.
Спроби показати зв'язок ретропричинності зі зціленням вірою також були спростовані науковими методами.
Один з експериментів психолога Деріла Бема обговорюється в статті Річарда Шоупа. В експерименті Бема піддослідному показують дві фіранки і просять вгадати, за якою з них є картинка. Більшість результатів не відрізнялися від статистично вірогідних (50 %), але вищі результати отримано для еротичних зображень — 53,1 %.